# 法兰克福犹太博物馆

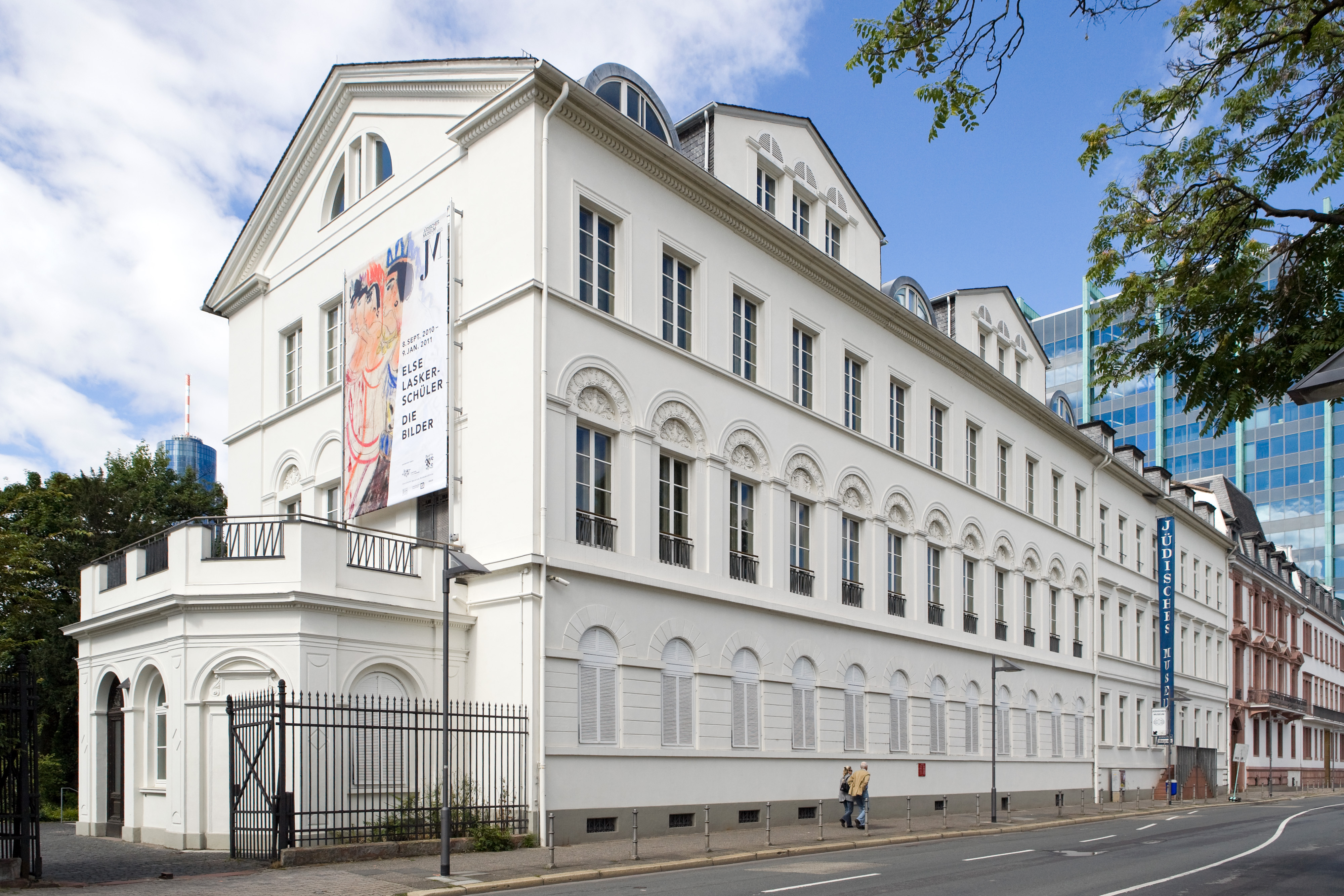
法兰克福犹太博物馆

法兰克福犹太博物馆（德语:Jüdisches Museum Frankfurt）是德国最古老的独立犹太博物馆，成立于1988年11月9日水晶之夜50周年.
犹太博物馆从欧洲的角度收集、保存和交流拥有900年历史的法兰克福市犹太历史与文化。它有两个永久展览场馆：犹太巷博物馆（Museum Judengasse），在Battonstraße 47号，关注近代早期法兰克福犹太人历史和文化；罗斯柴尔德宫，在Untermainkai 14/15号，介绍1800年以来的犹太人的历史和文化。该博物馆已经自2015年7月20日起关闭，进行翻新和扩建。该馆计划在2019年重新开放。
收藏的重点是地区礼仪文化，美术和家族史，包括关于罗斯柴尔德家族和安妮·弗蘭克的大量藏品。

## 历史

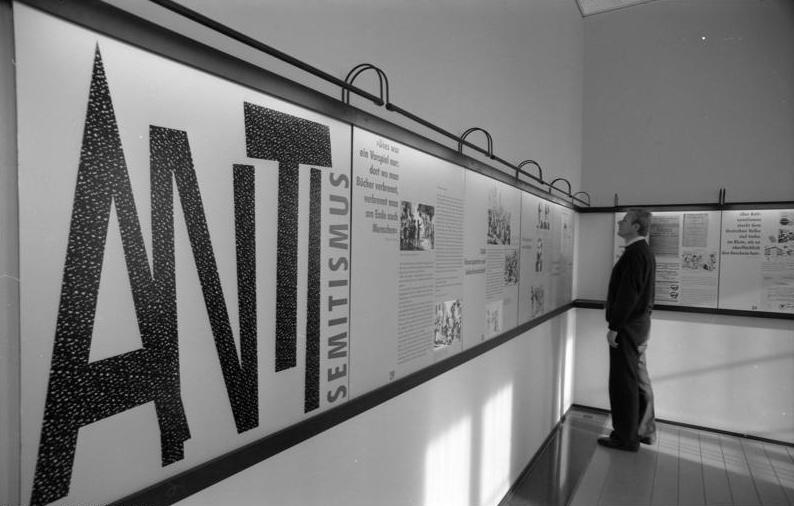

1988年，博物馆在两座古典主义别墅内成立，在绍美因凯的美因河对岸的 Untermainkai。14号别墅原属银行家西蒙·莫里茨·冯·贝特曼，1846年由迈耶·卡尔·冯·罗斯柴尔德收购，称为罗斯柴尔德宫。而15号别墅属于约瑟夫·伊萨克·斯派尔。两座建筑在1928年由法兰克福市收购。第二次世界大战后用作市和大学图书馆，以及法兰克福历史博物馆。从2015年至2018年进行扩建。

## 犹太巷博物馆

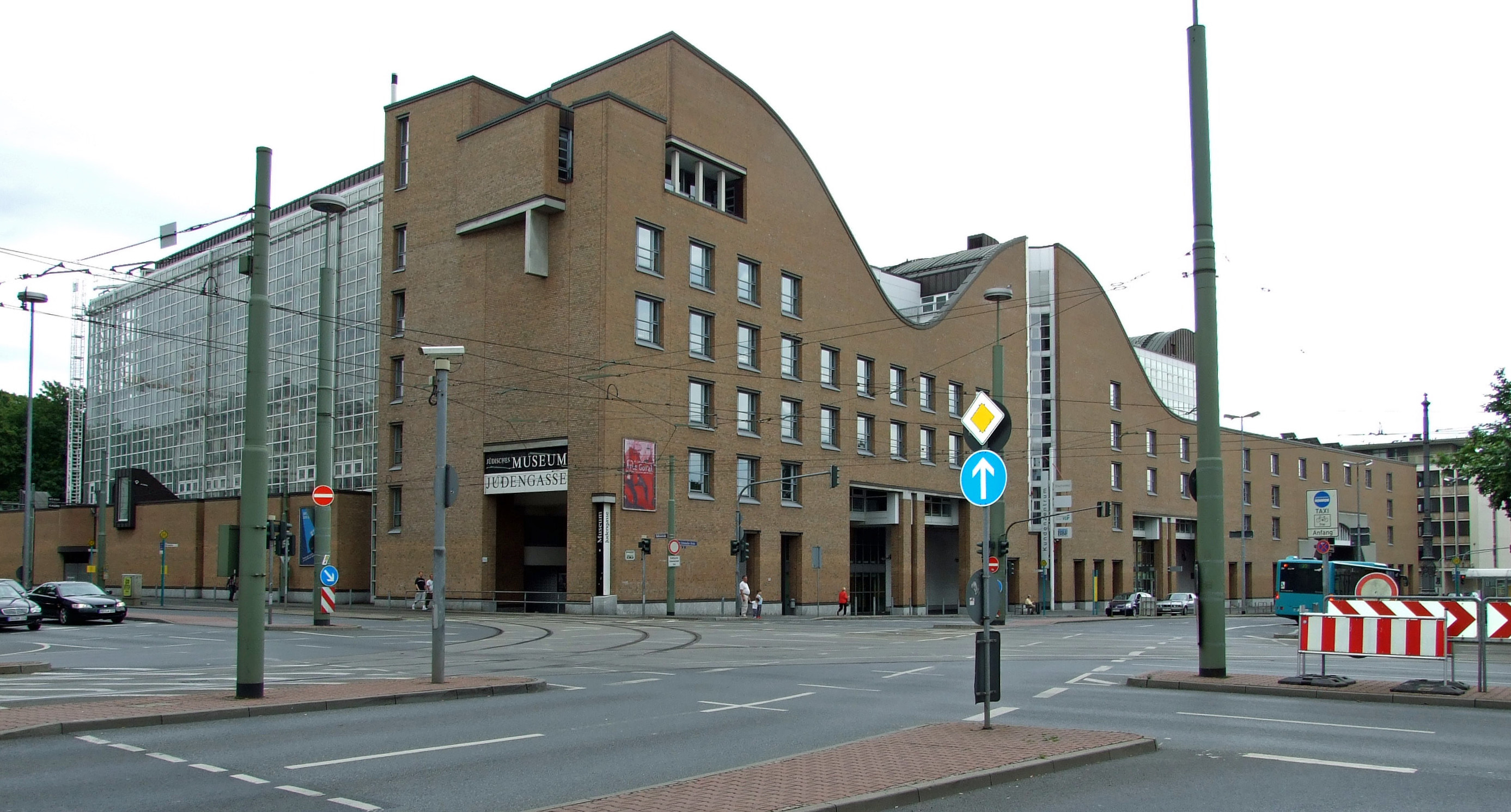
犹太巷博物馆

1987年，在施工过程中发现原犹太巷（Judengasse）19座房屋的地基。法兰克福犹太巷是欧洲第一个犹太区，成立于1460年，为欧洲重要的犹太文化中心。1992年，犹太巷博物馆在废墟上开幕，关注从中世纪到犹太解放运动的法兰克福犹太人历史和文化中心 。
从2006年到2007年，1356年金玺诏书颁布650周年之际，法兰克福的四个博物馆组织 Die Kaisermacher (“皇帝-制造者”)展览。犹太巷博物馆展出的考古发现，特别记录了法兰克福犹太人作为皇帝的皇家金庫忠僕所扮演的角色。